# Młyny (województwo opolskie)
Młyny – wieś w Polsce położona w województwie opolskim, w powiecie oleskim, w gminie Rudniki.
W latach 1975–1998 miejscowość położona była w województwie częstochowskim.
Na terenie administracyjnym wsi Młyny znajduje się sztuczny zalew o powierzchni lustra 5 ha zbudowany w czerwcu 1999 roku. Stan wody na tamie piętrzącej wynosi 4,2 metra, a średnia głębokość waha się w granicach 2,5 metra. Na terenie wsi znajduje się sklep spożywczo-przemysłowy (abc) oraz dom kolejowy, obecnie zamieszkany przez miejscową ludność.